# Polittico di Borgo San Sepolcro
Il Polittico di Borgo San Sepolcro è un dipinto del Sassetta (ora smembrato) che fu realizzato tra il 1437 e il 1444 per la chiesa di San Francesco a Sansepolcro (allora chiamata Borgo San Sepolcro). Dipinto su due lati, per un totale di quasi sessanta scene figurate, era il più grande complesso pittorico su tavola del Quattrocento italiano. 
Opera luminosissima e con parti di astratto lirismo, ebbe sicuramente influenze sul biturgense Piero della Francesca, e quindi sullo sviluppo del Rinascimento italiano. Fu dismesso dall'altare maggiore durante la Controriforma, ed è oggi disperso in dodici musei o collezioni europee e americane: di cinquantaquattro figurazioni ipoteticamente presenti (il numero esatto è sconosciuto), se ne conoscono oggi ventisette, comprendenti comunque tutti i pannelli principali; nota pressoché a metà è la predella, mentre quasi del tutto perduti sono i pilastrini (che forse avevano raffigurazioni di santi su tre lati ciauscuno) e le cuspidi, con l'eccezione delle due raffigurazioni centrali (fronte e retro) e di un santo appartenente a una collezione privata.

## Storia
A seguito di un terremoto del 1352, il coro della chiesa di San Francesco fu ristrutturato a partire dal 1378 e fino al 1395. La decorazione dell'ambiente, posto dietro l'altare maggiore, iniziò subito dopo con nuovi stalli lignei per i religiosi, seguiti da un ciclo di affreschi sulla vita di santa Caterina d'Alessandria (oggi ridotto a frammenti esposti nel Museo Civico) opera forse di un maestro locale e databile al 1403. 
Nel 1426 il carpentiere Bartolomeo di Giovannino d'Angelo fu incaricato di costruire il supporto per un polittico a due facce, ispirato a quello di Niccolò di Segna nella Badia (oggi Duomo di Sansepolcro). Nel 1430 fu incaricato di dipingere l'altare l'artista locale Antonio di Anghiari, che due anni dopo metteva mano al lato frontale con l'assistenza del giovane Piero della Francesca. Per ragioni sconosciute tale commissione non andò in porto. Un nuovo contratto per la decorazione dell'altare fu firmato a Sansepolcro nel 1437 dal Sassetta, che chiese però una nuova carpenteria, simile per dimensione e struttura, per evitare di dover lavorare su una preparazione stesa da altri, che doveva risultare inadeguata. Può darsi che l'artigiano che se ne incaricò fu Checco di Giovanni detto il Manganese, che probabilmente conosceva già il Sassetta e che compare accanto a lui in un documento firmato qualche anno dopo. È assai probabile che la vecchia carpenteria venisse allora riciclata per un'altra commissione cittadina, il Polittico di sant'Agostino di Piero della Francesca.
Nel 1438 al Sassetta veniva corrisposto un primo pagamento. Pare che però i lavori di pittura non dovessero iniziare prima del 1439, quando i frati e creatori di vetrate Francesco d'Asciano e Michele di Simone visitavano la bottega dell'artista a Siena per discutere il programma iconografico: ci resta un documento, lo scripta, che riporta ad esempio come nella predella dovessero essere dipinte quattro storie della Passione sul davanti e quattro storie del beato Ranieri sul retro. Almeno un'ulteriore scena doveva trovarsi al centro di ogni lato di predella, per combaciare le misure, ma cosa contenesse è ignoto. 
Il polittico fu poi consegnato e installato sette anni dopo il contratto, nel 1444. Rimase al suo posto per poco più di un secolo: fu rimosso per un rinnovamento in senso controriformato tra il 1578 e il 1583. Entro il 1810 fu venduto, fatto a pezzi e disperso. Il primo storico dell'arte a interessarsene fu Bernard Berenson con un articolo sul Burlington Magazine del 1903, in un'epoca in cui la scuola senese godeva del massimo interesse da parte del collezionismo internazionale. Da allora sono state rintracciate tutte le tavolette superstiti e sono state tentate varie ricostruzioni dell'insieme. Tra le più significative, quella di Enzo Carli (1951), Mario Salmi (1971), Sylvie Béguin (1978), Keith Christiansen (1988), Dominique Thiébaut (1990), James Banker (1991) e Dillian Gordon (2003). .

## Descrizione
Tavole del registro principale (sono rimasti tutti i pannelli):
- Madonna in trono col Bambino, San Giovanni evangelista e Sant'Antonio da Padova a Parigi, Louvre;
- San Francesco in gloria, San Giovanni Battista, Beato francescano Ranieri Rasini a Villa I Tatti, Collezione Berenson (proprietà dell'Università di Harvard), Settignano, Firenze;

Sette Storie di san Francesco a Londra, National Gallery; l'ottava (Sposalizio mistico di san Francesco), è a Chantilly, Museo Condé.
Tavole della predella (i pannelli superstiti): 
- tre Storie della Passione di Cristo a Detroit, Institute of Arts dalla predella anteriore;
- tre Storie del Beato Ranieri Rasini divise tra Parigi, Louvre (due tavole) e Berlino, Gemaldegalerie dalla predella posteriore.

Tavole dei pilastrini (superstiti): 
- San Lorenzo e Santo Stefano a Mosca, Museo Pushkin;
- San Cristoforo ad Assisi, Museo del Tesoro di San Francesco;
- un quarto Santo in collezione privata.

Cuspide centrale: Annunciazione, New York, Metropolitan Museum (alto anteriore); Crocifissione con san Francesco al Cleveland Museum of Art; unica altra cuspide ritrovata: Sant'Agostino leggente, nella collezione privata Federico Cerruti.